# مقاطعة مارلبورو (كارولينا الجنوبية)
مقاطعة مارلبورو هي مقاطعة في كارولاينا الجنوبية، في الولايات المتحدة، بلغ عدد سكانها 28,933  نسمة وذلك حسب إحصائيات سنة 2010، عاصمتها بينتسفيل، تبلغ مساحتها 1,257 كيلومتر مربع.

## الموقع
تشترك في الحدود مع:
- مقاطعة ريتشموند
- مقاطعة تشيسترفيلد
- مقاطعة دارلينجتون
- مقاطعة فلورنسا
- مقاطعة أنسون
- مقاطعة سكوتلاند
- مقاطعة روبسون
- مقاطعة ديلون.

## التقسيمات الإدارية
- بينتسفيل.

## أعلام
- دانيال جيم روبر
- روبرت بي. كامبل
- جون كامبل